# Lioscincus maruia
Lioscincus maruia är en ödleart som beskrevs av  Ross A. Sadlier WHITAKER och BAUER 1998. Lioscincus maruia ingår i släktet Lioscincus och familjen skinkar. IUCN kategoriserar arten globalt som starkt hotad.
Artens utbredningsområde är Nya Kaledonien. Inga underarter finns listade i Catalogue of Life.